# Коллаборация Morphs
Коллаборация Morphs — скоординированное исследование для определения морфологии галактик в далёких скоплениях и изучения эволюции галактик в зависимости от окружающей среды и эпохи. Были изучены одиннадцать звёздных скоплений и проведено подробное наземное и космическое исследование.
Проект был начат в 1997 году на основе предыдущих наблюдений двух групп с использованием данных с изображений, полученных с космического телескопа Хаббл до того, как он был отремонтирован. Это была совместная работа Алана Дресслера и Огастуса Омлера-младшего из обсерватории Вашингтонского института Карнеги, Уоррика Дж. Коуча из Университета Нового Южного Уэльса, Ричарда Эллиса из Калифорнийского технологического института, Бьянки М. Поггианти Падуанского университета, Эми Барджер из Института астрономии Гавайского университета, Харви Батчера из ASTRON, а также Рэя М. Шарплса и Яна Смейла из Даремского университета. Результаты были опубликованы к 2000 году.
Коллаборация искала причины различий в происхождении различных типов галактик — эллиптических, линзовидных и спиральных. Исследования показали, что эллиптические галактики были самыми старыми и образовались в результате насильственного слияния других галактик примерно через два-три миллиарда лет после Большого взрыва. Примерно в это же время прекратилось звездообразование в эллиптических галактиках. С другой стороны, в спиральных рукавах спиральных галактик всё ещё образуются новые звёзды. Линзовидные галактики (SO) занимают промежуточное положение между первыми двумя. Они содержат структуры, похожие на спиральные рукава, но лишённые газа и новых звёзд спиральных галактик. Линзовидные галактики являются преобладающей формой в богатых скоплениях галактик, что предполагает, что спирали могут превращаться в линзовидные галактики с течением времени. Точный процесс может быть связан с высокой галактической плотностью или с общей массой в центральном ядре богатого скопления. Коллаборация Morphs обнаружила, что один из основных механизмов этой трансформации включает взаимодействие между спиральными галактиками, когда они падают к ядру скопления.
Inamori Magellan Areal Camera and Spectrograph (IMACS) Cluster Building Survey является продолжением проекта Коллаборация Morphs.